# Mario Espartero
Mario Espartero (Fréjus, 17 januari 1978) is een Frans voormalig voetballer die als middenvelder speelde.

## Carrière
Espartero begon z'n carrière bij CS Louhans-Cuiseaux, waar hij in 1997 de overstap maakte naar de A-kern. Met de club won hij in 1999 de Championnat National. In 2000 stapte hij over naar FC Metz. De club leende hem uit aan Bolton Wanderers en La Louvière, maar liet hem in 2005 gaan naar FC Brussels. Daar speelde hij slechts één seizoen. Na jarenlang zonder club gezeten te hebben speelde hij in 2009 nog even voor de Franse vierdeklasser SO Romorantin.